# Dominik Graf
Dominik Graf (ur. 6 września 1952 w Monachium) – niemiecki reżyser, scenarzysta i aktor filmowy i telewizyjny. Jego długoletnią towarzyszką życia i matką jego córki jest reżyserka Caroline Link.

## Wybrana filmografia
Reżyser
- 1982: Druga twarz (Das zweite Gesicht)
- 1988: Kotka (Die Katze)
- 1994: Niepokonani (Die Sieger)
- 2002: Mapa serca(inne języki) (Der Felsen)
- 2006: Pod Czerwoną Kakadu (Der rote Kakadu)
- 2014: Siostry i Schiller(inne języki) (Die geliebten Schwestern)
- 2021: Fabian schodzi na psy(inne języki) (Fabian oder Der Gang vor die Hunde)

Scenarzysta
- 1982: Druga twarz (Das zweite Gesicht)
- 2000: Monachium: Tajemnice miasta (München - Geheimnisse einer Stadt)
- 2002: Mapa serca (Der Felsen)
- 2014: Siostry i Schiller (Die geliebten Schwestern)
- 2021: Fabian schodzi na psy (Fabian oder Der Gang vor die Hunde)

Aktor
- 1977: Der Mädchenkrieg jako Pavel Sixta
- 1983: Danni jako Lothar
- 2006: Fremder Bruder jako Prawnik

## Nagrody i nominacje
Za wyreżyserowanie filmu Mapa serca został nominowany do nagrody Złotego Niedźwiedzia.